# 山本佑樹
山本 佑樹（やまもと ゆうき、1977年7月10日 - ）は、元陸上競技選手、現指導者。静岡県静岡市出身。常葉学園橘高校、日本大学卒業後、旭化成陸上部に所属した。
2006年に引退後、同部でコーチを務め、2017年に明治大学体育会競走部長距離コーチに就任。2018年から2023年まで同部で駅伝監督を務める。

## 略歴
- 常葉学園橘高校時代は県内高校の同級生に古田哲弘がいた。
- 大学1年次の1996年世界ジュニア陸上競技選手権大会5000mで7位入賞。第73回箱根駅伝予選会では1年生ながら個人2位（日本人トップ）の快走を見せたが、チームは8位に終わり連続出場が47で途絶えた。
- 大学2年次の1997年日本インカレ10000mで優勝。第74回箱根駅伝予選会では再び個人2位（日本人トップ）の快走を見せ、本選出場ラインぎりぎりの6位で予選を突破。本選では華の2区を務め区間4位（6人抜き）。チームは総合7位でシード権を獲得。
- 大学3年次の第10回出雲駅伝では1区区間2位。第75回箱根駅伝では再び2区を務め区間6位。
- 大学4年次の日本インカレ10000mで2年ぶり2度目の優勝。第11回出雲駅伝では6区区間3位。第31回全日本大学駅伝では8区区間4位。最後の箱根駅伝となる第76回大会は右脚付け根の痛みのため欠場した。
- 2002年、初マラソンとなる北海道マラソンで2位。(2時間15分17秒)
- 2006年、現役引退。旭化成陸上部コーチに就任。
- 2017年、日本大学時代の師である西弘美が駅伝監督を務める明治大学体育会競走部に長距離コーチとして招聘される。
- 2018年、西駅伝監督のゼネラルマネージャー転身に伴い、明治大学体育会競走部駅伝監督に昇格[2]。
- 2023年8月1日、明治大学体育会競走部駅伝監督を辞任。

## 自己ベスト
- 5000m：13分45秒36
- 10000m：28分24秒61
- マラソン：2時間15分17秒